# Sie7e (EP)
Sie7e (estilizado en mayúsculas) es el segundo EP de la cantante mexicana Danna Paola, publicado el 17 de mayo de 2019 a través de Universal Music Group y Universal Music México.

## Lista de canciones
| SIE7E - EP |                              |                                                            |                     |          |  |
| N.º        | Título                       | Escritor(es)                                               | Productor(es)       | Duración |  |
| 1.         | «Final feliz»                | Dahiana Rosenblatt · Luis Jiménez · Agustín Zubillaga      | Jiménez · Zubillaga | 3:04     |  |
| 2.         | «Lo que no sabes»            | Alejandra Alberti · Federico Vindver · Cris Chil           | Áureo Baqueiro      | 3:54     |  |
| 3.         | «So Good»                    | Alberti · Trevor Lyle Muzzy                                | Saak                | 2:59     |  |
| 4.         | «Mala fama»                  | Danna Paola · Andrés Saavedra · Andy Clay · Yoel Henríquez | Saavedra · Clay     | 3:07     |  |
| 5.         | «Valientes»                  | Danna Paola · Ximena Muñoz · Alicia María Gómez            | Ali Stone           | 3:14     |  |
| 6.         | «Dos extraños»               | Danna Paola · Stefano Vieni · Daniel Sobrino               | Vieni               | 3:32     |  |
| 7.         | «So Good (Remix)» (con HRVY) | Alberti · Muzzy                                            | Saak                | 2:59     |  |
| 22:46      |                              |                                                            |                     |          |  |